# Litotes
Litotes (starořecky λιτότης – litotés) je v jazykovědě označení pro popření záporu, například: nelze neudělat. Použitím dvojího záporu se stává z věty záporné věta kladná, ale dvojitým záporem je tvrzení oslabeno a relativizováno.

## Příklady
- Nelze nevidět, že se to stalo dávno. (namísto Je evidentní, že se to stalo dávno.)
- Nemůžu nepřiznat, že jsem byl svědkem toho, co se dělo. (namísto Musím přiznat, že jsem byl svědkem toho, co se dělo.)

## Zajímavost
Za mistra dvojitého záporu je považován Franz Kafka, zaměřující se na jeho nejistotu (co není nepravda ještě nemusí být pravda).